# Braguette
 (juillet 2025).
- Si vous ne connaissez pas le sujet, laissez ce bandeau (vous pouvez alors contacter les auteurs).
- Si vous supprimez le contenu mis en cause (vous pouvez préalablement contacter les auteurs),

argumentez précisément cette suppression dans la page de discussion
(un manque de référence n'est pas un argument ; une recherche réelle de référence doit avoir été effectuée, être formellement documentée).
 (juillet 2025).
Si vous disposez d'ouvrages ou d'articles de référence ou si vous connaissez des sites web de qualité traitant du thème abordé ici, merci de compléter l'article en donnant les références utiles à sa vérifiabilité et en les liant à la section « Notes et références ».

Henri VIII d'Angleterre portant une braguette.

La braguette est une pièce de vêtement recouvrant les parties génitales.

## Étymologie
Il s'agit d'un des mots de la langue française dérivant directement du gaulois.

## Le Moyen Âge

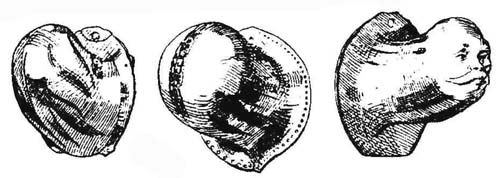
Braguettes métalliques, XVIe siècle

Au Moyen Âge, les hommes de la noblesse et de la bourgeoisie, comme les femmes, portent des robes, alors que les hommes du peuple portent une pièce du caleçon long ou court, de toile ou de cuir, maintenue à la taille par une ceinture appelée « braiel ». Cette sorte de pantalon appelé brague, ou braie, est aussi porté par certaines paysannes .
La braguette apparaît à la fin du Moyen Âge. À l'époque, les hommes portent des robes sous lesquelles des bandes molletières couvrent les jambes. Ils portent ensuite un pourpoint qui se raccourcit progressivement, remplaçant les molletières par des bas moulants qui s'arrêtent aux cuisses, les chausses. Voulant être séduisants et virils, ils s'inspirent de la braguette que portent les soldats sous leur armure : chez les militaires, la « brague » était la partie saillante de la cuirasse, située au-dessous de la ceinture. Ainsi, les soldats avaient droit à une protection particulière, puisque leurs braguettes étaient en fer, notamment la coque métallique des lansquenets qui lancent la mode. François Rabelais précisait en 1532 dans Le Tiers Livre (chapitre VIII) que la braguette constituait la « première pièce de harnois [armure] entre gens de guerre ». Seuls les cavaliers refusaient de porter cet accessoire supplémentaire pour leur armure.
Le 23 octobre 1398, un texte officiel atteste de cette nouvelle mode : le roi Charles VI adresse au prévôt de Paris une lettre permettant aux chaussetiers de la capitale de vendre des chausses garnies d'aiguillettes et de lanières, qui moins d'un siècle plus tard serviront à fixer la brayette ou braguette.
C'était à l'origine une petite poche amovible en forme de triangle attachée à la ceinture : la braye.
À une époque où l’homme commençait à porter des habits très ajustés, voire collants, cette pièce rectangulaire couvrait l'ouverture des hauts-de-chausses (sorte de pantalons allant de la ceinture au genou). On la fermait par des boutons, ou plus souvent par des aiguillettes, sortes de lacets passés dans des œillets, qui permettaient de maintenir les parties génitales à l'intérieur.
La braguette est d'abord une pièce d'étoffe très colorée, souvent rembourrée, qui signale sur le corps la place de ce qui reste caché, mais dont on ne peut plus ignorer la présence. Il n'était pas rare que cette poche serve à garder son mouchoir, on y cachait sa bourse et ses monnaies, ou même des fruits que l'on voulait faire mûrir,[source insuffisante].

## À l’époque de la Renaissance

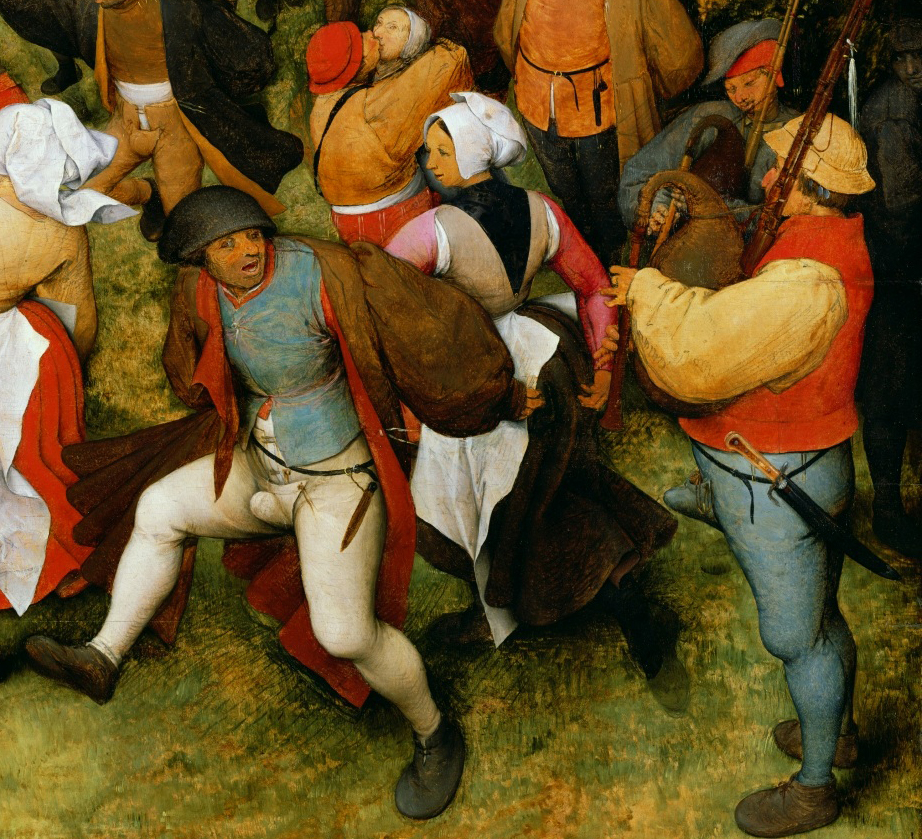
Pieter Brueghel l'Ancien, La danse de la mariée en plein air (détail), vers 1566.

La braguette devint une pièce de tissu rembourrée, tant et si bien qu'elle prenait d'impressionnantes proportions. Cette proéminence marquée valorisait le membre viril et par là même la puissance de son possesseur. Ainsi les gentilshommes de la Renaissance se pavanaient avec élégance dans de volumineuses braguettes jusque dans les années 1580. Pendant ce temps, l’homme du peuple portait le plus souvent des hauts-de-chausses plus amples avec des braguettes moins voyantes.
Montaigne s’en irrita et, dans ses Essais (livre III, chapitre 5), il qualifia ce protubérant artifice de « ridicule pièce » qui « accroît leur grandeur naturelle par fausseté et imposture ». L'influence de la braguette fut considérable dans toute l'Europe et pour toutes les catégories sociales, comme en témoigne la peinture de l'époque.
À la fin du XVIe siècle, les poches détrônent la braguette. N’ayant plus sa fonction de « lieu de stockage » et, la mode aidant, celle-ci se fera plus discrète jusqu’à perdre sa forme connue depuis le Moyen Âge. Au cours du XVIIIe siècle, la braguette sera remplacée par le pont sur la culotte de l’aristocrate. Pour les autres classes sociales, elle prendra l’aspect d’une fente à l’avant du pantalon fermée par des boutons.

## Le pont
Au début du XVIIIe siècle, les vêtements raides et lourds de l’époque de Louis XIV font place au justaucorps et à la culotte. En même temps, apparaît une nouvelle forme de braguette : le pont. C’est un rabat qui part de la hauteur de l’entrejambe et qui vient se fermer sur la ceinture. Il restera celui des culottes aristocratiques jusqu’à la Révolution.
Ce rabat est plus ou moins large, il peut recouvrir la moitié de la largeur du bassin ou sa totalité. Dans le courant du siècle, les militaires vont adopter cette forme de braguette pour les uniformes, car son absence d’aspérités permet d’éviter tout accident au cours de manœuvres. Ce type de braguette restera celui des pantalons de marins jusqu’à nos jours. Il est également devenu celui des vêtements corporatifs des guildes allemandes des charpentiers, des maçons et des couvreurs (Zunfthose) où les gros boutons métalliques du pont ont été remplacés par des fermetures à glissières très voyantes.

## Époque moderne
Le XIXe siècle fit de la braguette une partie honteuse du vêtement masculin que l’on cherchait à dissimuler le plus possible, voire à rendre inexistante. Le bourgeois et l’homme du peuple gardèrent une forme évoluée de la braguette du siècle précédent.
La mode masculine restera pratiquement inchangée du milieu du XIXe siècle au milieu du siècle suivant. Après la Seconde Guerre mondiale, la mode fit que les femmes se mirent à porter des pantalons. Pour les distinguer de ceux des hommes[réf. souhaitée], on leur mit la braguette dans le sens inverse, s’ouvrant non pas sur la droite mais sur la gauche.
Il faudra attendre 1960 pour que la fermeture Éclair remplace les boutons de la braguette qui avaient une fâcheuse tendance à se découdre. La braguette à boutons retrouvera ses lettres de noblesse avec la mode des jeans, qui utiliseront souvent ce mode de fermeture.